# Beker van Nederland (handbal)
De Beker van Nederland is een bekercompetitie in het Nederlandse handbal, die naast de reguliere competities wordt georganiseerd. De inrichtende macht is de Nederlands Handbal Verbond (NHV). Het eerste bekertoernooi was voor zowel de heren als de dames in het seizoen 1978/79.

## Bekerwinnaars

### Heren
Er wordt sinds het seizoen 1978/1979 om de beker gespeeld. In 1984 en in 1985 werden er dubbelwedstrijden gespeeld als finale, uit en thuis.
| Jaar    | Winnaar                                         | Uitslag                                         | Verliezer                                       |
| ------- | ----------------------------------------------- | ----------------------------------------------- | ----------------------------------------------- |
| 1978/79 | Sittardia                                       | 16 - 15                                         | Blauw-Wit                                       |
| 1979/80 | Sittardia                                       | 19 - 18                                         | Vlug en Lenig                                   |
| 1980/81 | Sittardia                                       | 22 - 18                                         | Vlug en Lenig                                   |
| 1981/82 | De Gazellen                                     | 18 - 16                                         | Blauw-Wit                                       |
| 1982/83 | Vlug en Lenig                                   | 22 - 13                                         | De Gazellen                                     |
| 1983/84 | Sittardia                                       | 23 - 12 20 - 19                                 | Hellas 2                                        |
| 1984/85 | Vlug en Lenig                                   | 18 - 14 15 - 15                                 | Hermes                                          |
| 1985/86 | Blauw-Wit                                       | 15 - 16                                         | Hermes                                          |
| 1986/87 | Aalsmeer                                        | 19 - 13                                         | Sittardia                                       |
| 1987/88 | E&O                                             | 15 - 12                                         | Vlug en Lenig                                   |
| 1988/89 | Aalsmeer                                        | 23 - 22 NV                                      | Vlug en Lenig                                   |
| 1989/90 | Hermes                                          | 19 - 18                                         | Vlug en Lenig                                   |
| 1990/91 | Hermes                                          | 20 - 16                                         | Hellas                                          |
| 1991/92 | E&O                                             | 23 - 20                                         | Sittardia                                       |
| 1992/93 | Blauw-Wit                                       | 22 - 19                                         | Aalsmeer                                        |
| 1993/94 | Vlug en Lenig                                   | 26 - 24                                         | E&O                                             |
| 1994/95 | Sittardia                                       | 19 - 16                                         | Vlug en Lenig                                   |
| 1995/96 | E&O                                             | 27 - 25                                         | Aalsmeer                                        |
| 1996/97 | Sittardia                                       | 24 - 19                                         | E&O                                             |
| 1997/98 | Aalsmeer                                        | 28 - 23                                         | Vlug en Lenig                                   |
| 1998/99 | E&O                                             | 26 - 21                                         | Aalsmeer                                        |
| 1999/00 | Aalsmeer                                        | 26 - 20                                         | Tachos                                          |
| 2000/01 | Sittardia                                       | 29 - 21                                         | Bevo HC                                         |
| 2001/02 | E&O                                             | 23 - 22                                         | Aalsmeer                                        |
| 2002/03 | E&O                                             | 26 - 25                                         | Vlug en Lenig                                   |
| 2003/04 | Aalsmeer                                        |                                                 | Bevo HC                                         |
| 2004/05 | Tachos                                          |                                                 | Bevo HC                                         |
| 2005/06 | Volendam                                        | 30 - 20                                         | Aalsmeer                                        |
| 2006/07 | Volendam                                        | 30 - 26                                         | Bevo HC                                         |
| 2007/08 | Aalsmeer                                        | 31 - 29                                         | Bevo HC                                         |
| 2008/09 | Volendam                                        | 32 - 29 NV                                      | Aalsmeer                                        |
| 2009/10 | Volendam                                        |                                                 | Aalsmeer                                        |
| 2010/11 | Hurry-Up                                        |                                                 | E&O                                             |
| 2011/12 | Volendam                                        | 27 - 17                                         | Aalsmeer                                        |
| 2012/13 | Volendam                                        | 28 - 27                                         | Limburg Lions                                   |
| 2013/14 | Volendam                                        | 27 - 22                                         | Limburg Lions                                   |
| 2014/15 | Limburg Lions                                   | 29 - 25                                         | Volendam                                        |
| 2015/16 | Limburg Lions                                   | 29 - 22                                         | Aalsmeer                                        |
| 2016/17 | Limburg Lions                                   | 31 - 26                                         | Aalsmeer                                        |
| 2017/18 | Bevo HC                                         | 28 - 27                                         | Aalsmeer                                        |
| 2018/19 | Volendam                                        | 31 - 30 NV                                      | Limburg Lions                                   |
| 2019/20 | Geen bekerfinele ivm Coronacrisis in Nederland. | Geen bekerfinele ivm Coronacrisis in Nederland. | Geen bekerfinele ivm Coronacrisis in Nederland. |
| 2020/21 | Geen bekerfinele ivm Coronacrisis in Nederland. | Geen bekerfinele ivm Coronacrisis in Nederland. | Geen bekerfinele ivm Coronacrisis in Nederland. |
| 2021/22 | Geen bekerfinele ivm Coronacrisis in Nederland. | Geen bekerfinele ivm Coronacrisis in Nederland. | Geen bekerfinele ivm Coronacrisis in Nederland. |
| 2022/23 | Volendam                                        | 29 - 25                                         | Hurry-Up                                        |
| 2023/24 | Aalsmeer                                        | 32 - 24                                         | Bevo HC                                         |

### Dames
| Jaar    | Winnaar                                         | Uitslag                                         | Verliezer                                       |
| ------- | ----------------------------------------------- | ----------------------------------------------- | ----------------------------------------------- |
| 1978/79 | Quintus                                         | 07 - 05                                         | Vlugheid en Kracht                              |
| 1979/80 | Hellas                                          | 13 - 10                                         | SEW                                             |
| 1980/81 | PSV                                             |                                                 | Sittardia                                       |
| 1981/82 | Hellas                                          | 16 - 15                                         | Sittardia/DVO                                   |
| 1982/83 | Niloc                                           | 19 - 15                                         | Hellas                                          |
| 1983/84 | Niloc                                           |                                                 | Quintus                                         |
| 1984/85 | Swift Arnhem                                    |                                                 | Swift Roermond                                  |
| 1985/86 | Ookmeer                                         |                                                 | Vlug en Lenig                                   |
| 1986/87 | O.S.C.                                          |                                                 | Hellas Den Haag                                 |
| 1987/88 | SEW                                             |                                                 | Vlug en Lenig                                   |
| 1988/89 | SEW                                             |                                                 | Foreholte                                       |
| 1989/90 | PSV                                             | 16 - 11                                         | Iason                                           |
| 1990/91 | Aalsmeer                                        |                                                 | Vlug en Lenig                                   |
| 1991/92 | Swift Roermond                                  |                                                 | Vlug en Lenig                                   |
| 1992/93 | Swift Roermond                                  |                                                 | Vlug en Lenig                                   |
| 1993/94 | Swift Roermond                                  |                                                 | BSM                                             |
| 1994/95 | Swift Roermond                                  | 28 - 17                                         | De Volewijckers                                 |
| 1995/96 | Swift Roermond                                  | 20 - 18                                         | E&O                                             |
| 1996/97 | Swift Roermond                                  | 22 - 21                                         | Hellas                                          |
| 1997/98 | SEW                                             |                                                 | Swift Roermond                                  |
| 1998/99 | SEW                                             |                                                 | Swift Roermond                                  |
| 1999/00 | AAC 1899                                        | 37 - 33                                         | Swift Roermond                                  |
| 2000/01 | Hellas                                          | 23 - 17                                         | AAC 1899                                        |
| 2001/02 | Hellas                                          |                                                 | SEW                                             |
| 2002/03 | Hellas                                          | 27 - 20                                         | E&O                                             |
| 2003/04 | SEW                                             |                                                 | Vlug en Lenig                                   |
| 2004/05 | De Volewijckers                                 |                                                 | SEW                                             |
| 2005/06 | Quintus                                         | 30 - 20                                         | BFC                                             |
| 2006/07 | Quintus                                         |                                                 | SEW                                             |
| 2007/08 | Quintus                                         |                                                 | Vlug en Lenig                                   |
| 2008/09 | VOC                                             |                                                 | SEW                                             |
| 2009/10 | VOC                                             |                                                 | E&O                                             |
| 2010/11 | SEW                                             |                                                 | Quintus                                         |
| 2011/12 | Dalfsen                                         | 31 - 19                                         | Quintus                                         |
| 2012/13 | Dalfsen                                         | 35 - 19                                         | Hellas                                          |
| 2013/14 | Dalfsen                                         | 33 - 19                                         | Hellas                                          |
| 2014/15 | Dalfsen                                         | 40 - 29                                         | SEW                                             |
| 2015/16 | VOC                                             | 27 - 26                                         | Quintus                                         |
| 2016/17 | Dalfsen                                         | 34 - 29                                         | VOC                                             |
| 2017/18 | VOC                                             | 36 - 31                                         | Quintus                                         |
| 2018/19 | Quintus                                         | 27 - 24                                         | HandbaL Venlo                                   |
| 2019/20 | Geen bekerfinele ivm Coronacrisis in Nederland. | Geen bekerfinele ivm Coronacrisis in Nederland. | Geen bekerfinele ivm Coronacrisis in Nederland. |
| 2020/21 | Geen bekerfinele ivm Coronacrisis in Nederland. | Geen bekerfinele ivm Coronacrisis in Nederland. | Geen bekerfinele ivm Coronacrisis in Nederland. |
| 2021/22 | Geen bekerfinele ivm Coronacrisis in Nederland. | Geen bekerfinele ivm Coronacrisis in Nederland. | Geen bekerfinele ivm Coronacrisis in Nederland. |
| 2022/23 | HandbaL Venlo                                   | 36 - 30                                         | VOC                                             |
| 2023/24 | VOC                                             | 25 - 22                                         | HC Groot Venlo                                  |

## Statistieken

### Heren

#### Per club
| Aantal titels | Club           | Jaren                                                                           |
| ------------- | -------------- | ------------------------------------------------------------------------------- |
| 9             | Volendam       | 2005/06, 2006/07, 2008/09, 2009/10, 2011/12, 2012/13, 2013/14, 2018/19, 2022/23 |
| 7             | Sittardia      | 1978/79, 1979/80, 1980/81, 1983/84, 1994/95, 1996/97, 2000/01                   |
| 6             | E&O            | 1987/88, 1991/92, 1995/96, 1998/99, 2001/02, 2002/03                            |
| 6             | FIQAS/Aalsmeer | 1986/87, 1988/89, 1997/98, 1999/00, 2003/04, 2007/08, 2023/24                   |
| 3             | Limburg Lions  | 2014/15, 2015/16, 2016/17                                                       |
| 3             | Vlug en Lenig  | 1982/83, 1984/85, 1993/94                                                       |
| 2             | Blauw-Wit      | 1985/86, 1992/93                                                                |
| 2             | Hermes         | 1989/90, 1990/91                                                                |
| 1             | Bevo HC        | 2017/18                                                                         |
| 1             | Hurry-Up       | 2010/11                                                                         |
| 1             | Tachos         | 2004/05                                                                         |
| 1             | De Gazellen    | 1981/82                                                                         |

(Bijgewerkt t/m 2022-2023)

#### Per provincie
| Aantal titels | Provincie     |
| ------------- | ------------- |
| 16            | Limburg       |
| 15            | Noord-Holland |
| 7             | Drenthe       |
| 2             | Zuid-Holland  |
| 1             | Noord-Brabant |
| 1             | Gelderland    |

(Bijgewerkt t/m 2022-2023)

### Dames

#### Per club
| Aantal titels | Club                  | Jaren                                                |
| ------------- | --------------------- | ---------------------------------------------------- |
| 6             | SEW                   | 1987/88, 1988/89, 1997/98, 1998/99, 2003/04, 2010/11 |
| 6             | Swift Roermond        | 1991/92, 1992/93, 1993/94, 1994/95, 1995/96, 1996/97 |
| 6             | VOC (De Volewijckers) | 2004/05, 2008/09, 2009/10, 2015/16, 2017/18, 2023/24 |
| 5             | Dalfsen               | 2011/12, 2012/13, 2013/14, 2014/15, 2016/17          |
| 5             | Hellas                | 1979/80, 1981/82, 2000/01, 2001/02, 2002/03          |
| 5             | Quintus               | 1978/79, 2005/06, 2006/07, 2007/08, 2018/19          |
| 2             | PSV                   | 1980/81, 1989/90                                     |
| 2             | Niloc                 | 1982/83, 1983/84                                     |
| 2             | OSC (Ookmeer)         | 1985/86, 1986/87                                     |
| 1             | AAC 1899              | 1999/00                                              |
| 1             | Aalsmeer              | 1990/91                                              |
| 1             | HandbaL Venlo         | 2022/23                                              |
| 1             | Swift Arnhem          | 1984/85                                              |

(Bijgewerkt t/m 2018-2019)

#### Per provincie
| Aantal titels | Provincie     |
| ------------- | ------------- |
| 17            | Noord-Holland |
| 10            | Zuid-Holland  |
| 7             | Limburg       |
| 5             | Overijssel    |
| 2             | Gelderland    |
| 2             | Noord-Brabant |

(Bijgewerkt t/m 2023-2024)